# 西安行都指揮使司
西安行都指挥使司，是明朝西北疆域的一個军事机构。1374年七月置，治所位于河州，寧正为都指挥，升河州卫指挥[使]司一人为都指挥使，总辖河州、朵甘、乌思藏三卫。升朵甘、乌思藏二卫为行都指挥使司，颁授银印，以朵甘卫指挥同知二人为都指挥同知。1375年十月改名陕西行都指挥使司，治西安。1376年十二月罢之，1379年正月复置于庄浪，1393年移至甘州。